# Jan Janik (polityk)
Jan Janik – polski polityk, prezydent Zawiercia w latach 1926–1927.

## Biografia
Był dyrektorem Pośrednictwa Pracy w Sosnowcu. 25 stycznia 1926 roku został prezydentem Zawiercia po odwołaniu przez wojewodę z tej funkcji Kazimierza Pawłowskiego. Za jego kadencji nastąpił okres rozwoju miasta. Funkcję prezydenta pełnił do 29 listopada 1927 roku. Jego następcą został Tomasz Klepa-Klepczyński.